# 樋口一葉
樋口一葉（1872年5月2日—1896年11月23日），生於東京，原名樋口奈津或樋口夏子，是日本明治初期主要女性小說家。因肺結核病逝，得年24歲。

## 生平
樋口一葉出生于东京府（今東京都），是家族五兄弟姊妹中的二女，父親樋口則義是農民晉身的下級官吏，深明「知識改變命運」的道理，期望兒女學有所成，可惜母親樋口多喜思想保守，認為女子無才便是德，樋口一葉11歲還沒念畢小學便被迫輟學。
樋口一葉在14歲那年，於父親安排下，學藝於當時軍政要人等特權階級家眷才能入讀的中岛歌子开设的萩舍。
1893年7月，全家為生計搬至下谷區龍泉寺町（今 台東區竜泉一丁目）經營雜貨店，店子只經營了九個月，但期間的生活與接觸的人與事，對樋口一葉日後寫作歷程影響最大。她經常到圖書館借閱研讀古典文學著作如《萬葉集》、《古今集》、《新古今集》等，為文學修養打下基礎。樋口一葉於1891年跟隨朝日新聞的記者半井桃水學習寫作技巧，同年秋天取「一葉」為筆名發表作品。兩人相戀，但終因保護名節而主動斷絕來往。樋口一葉在1895年9月於文藝俱樂部發表多篇擬古文作品，獲得高度評價，有「現代紫式部」之譽。
1894年3月，樋口一家搬至本鄉區丸山福山町（今 文京區西片一丁目）生活，樋口一葉開始發表受日本文壇注目的作品《青梅竹馬》，作品細緻描繪兩名青春期男女若即若離的青澀愛情故事，極具美感。
樋口一葉於1896年4月感到身體有異，8月接受診斷為肺結核，11月23日早上在本鄉區家中逝世，結束短暫璀璨的，在日本文學史上被稱為「奇蹟十四個月」的作家生涯，死後葬於東京都杉並區家族墓中。
日本銀行於2004年11月1日將樋口一葉選為新發行的5000日圓面額紙幣上的肖像，樋口一葉成為日本紙幣上的第一個女性人物。

## 作品風格
樋口一葉的作品多為感性描述在家父長制下的日本婦女，為生活而吃盡苦頭，加上自己的經歷與所見所聞以及批判。故事於今細讀也不覺過時，寥寥數字卻顯筆觸細膩，體現她驚人的觀察力，也讓她成為女性文學的先驅作家。
不過，她的作品多為仿古文形式，加上題材的關係，並沒有列入日本學校教育之教材中（列入課本範文或參考介紹等），因此不少民眾對樋口的作品較陌生。

## 逝後百年
1996年為紀念一葉逝世後百年，出版界重新編輯出版《樋口一葉全集》（和歌集、日記書信集、小說集，由築摩書房出版），部分作品有日語白話文翻譯本；在東京都台東區龍泉三丁目設立了「一葉紀念館」，她亦成為了2004年11月發行的新版五千日圓紙幣上的人物。同年2月台灣洪範出版社出版由林文月翻譯的首本樋口作品《十三夜》，另外樋口的一些作品，林文月翻譯並發表至《聯合文學》雜誌中，如《比肩》（1998年1月）、《濁江》（1998年9月）。

## 代表作品
- （大年夜）─1894年12月／文學界（首次發表）
- （比肩，或譯比身高、青梅竹馬）─1895年1月／文學界
- （濁江）─1895年9月／文藝俱樂部
- （十三夜）─1895年12月／文藝俱樂部
- （分道）─1895年9月／讀賣新聞

## 评价
日本作家大冈升平称赞她是：“日本的女作家中，与紫式部并列，确保着最高的名声”。

## 外部連結

### 日文
- 一葉記念館 （页面存档备份，存于）@台東區藝術文化財團 （页面存档备份，存于）
- 京都大學電子圖書館 電子書 （页面存档备份，存于）：樋口一葉小説集
- 樋口一葉作品 （页面存档备份，存于）（青空文庫）
- 線上評傳─樋口一葉的12個月 （页面存档备份，存于），杉山武子 著

### 中文
- 《樋口一葉與吉原花街柳巷 （页面存档备份，存于）》新井一二三 著，自由時報副刊2004年12月12日
- 《看鈔票、認作家 （页面存档备份，存于）─女作家樋口一葉成為日鈔幣面肖像》黃碧君　著，自由時報副刊2004年7月1日
- 《簷月》（上 （页面存档备份，存于）、下 （页面存档备份，存于））林文月  譯，自由時報副刊2003年12月8～9日